# Liste der Biografien/Stos
Liste der Biografien |
Portal Biografien |
Personensuche
# |
A |
B |
C |
D |
E |
F |
G |
H |
I |
J |
K |
L |
M |
N |
O |
P |
Q |
R |
S |
T |
U |
V |
W |
X |
Y |
Z |
?
 
Sa |
Sb |
Sc |
Sd |
Se |
Sf |
Sg |
Sh |
Si |
Sj |
Sk |
Sl |
Sm |
Sn |
So |
Sp |
Sq |
Sr |
Ss |
St |
Su |
Sv |
Sw |
Sy |
Sz
 
Sta |
Ste |
Sth |
Sti |
Stj |
Stl |
Sto |
Str |
Sts |
Stt |
Stu |
Stv |
Stw |
Sty
 
Stoa |
Stob |
Stoc |
Stod |
Stoe |
Stof |
Stog |
Stoh |
Stoi |
Stoj |
Stok |
Stol |
Stom |
Ston |
Stoo |
Stop |
Stoq |
Stor |
Stos |
Stot |
Stou |
Stov |
Stow |
Stox |
Stoy |
Stoz
Die Liste der Biografien führt alle Personen auf, die in der deutschsprachigen Wikipedia einen Artikel haben. Dieses ist eine Teilliste mit 87 Einträgen von Personen, deren Namen mit den Buchstaben „Stos“ beginnt.

## Stos
- Stos-Gale, Zofia Anna, Kernphysikerin und Archäometrikerin

### Stosb
- Stosberg, Axel (* 1967), deutscher Schauspieler und MusikerAxel Stosberg (* 1967)

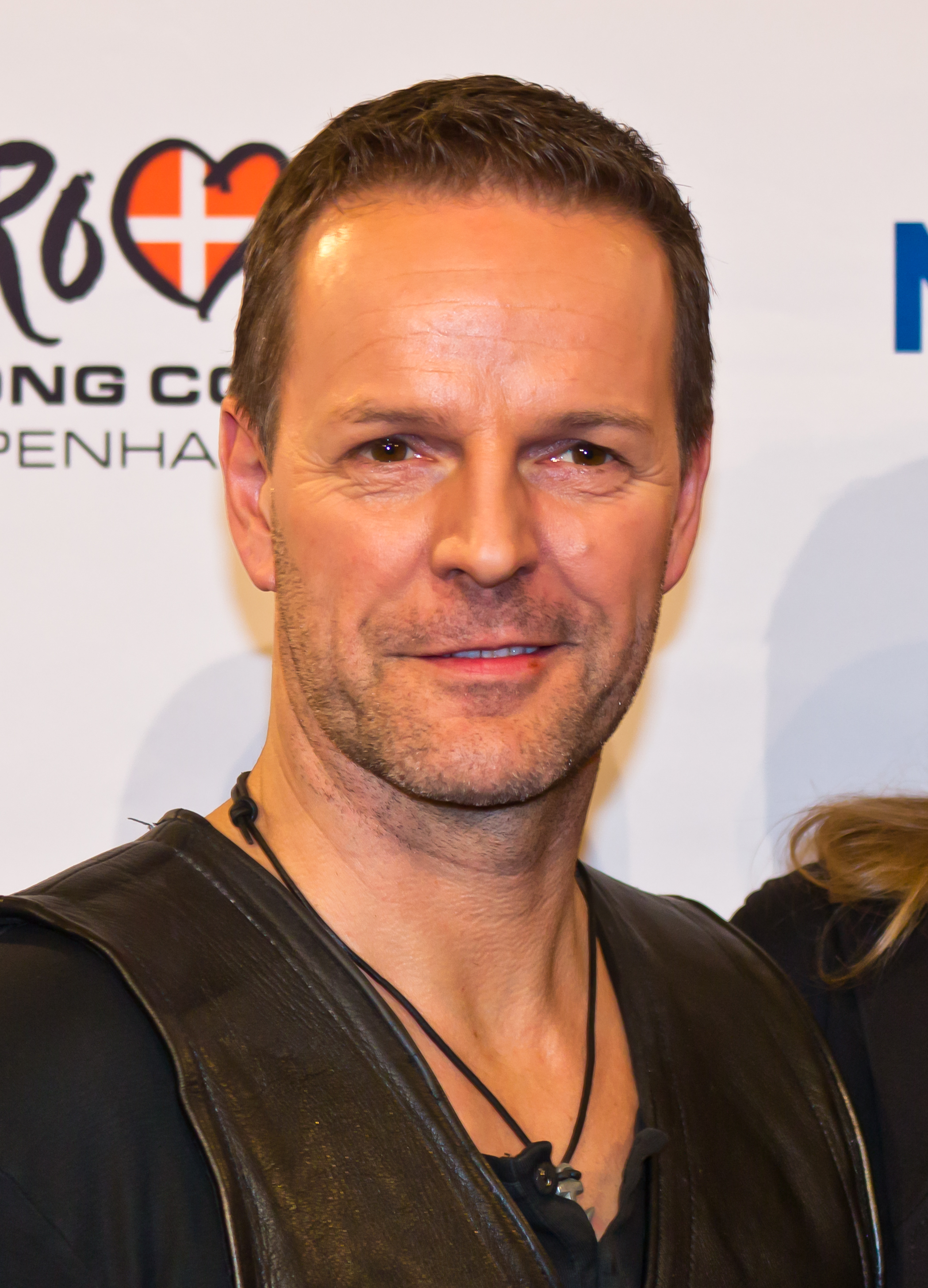
Axel Stosberg (* 1967)

- Stosberg, Dieter (* 1946), deutscher Fußballspieler
- Stosberg, Hans (1903–1989), deutscher Architekt und Sonderbevollmächtigter für den Bebauungsplan der Stadt Auschwitz

### Stosc
- Stosch der Jüngere, Bartholomäus (1604–1686), deutscher reformierter Theologe
- Stosch, Albrecht von (1818–1896), deutscher Staatsminister (1872–1883) und erster Chef der deutschen Admiralität
- Stosch, Anny von (1895–1994), deutsche Opernsängerin (Sopran)
- Stosch, Eberhard Heinrich Daniel (1716–1781), deutscher reformierter Theologe
- Stosch, Erich von (1877–1946), deutscher Lokalpolitiker
- Stosch, Ferdinand (1717–1780), deutscher reformierter Theologe
- Stosch, Ferdinand von (1784–1857), preußischer Generalleutnant, Vorstand der Abteilung für das Invalidenwesen im Kriegsministerium
- Stosch, Friedrich von (1689–1752), preußischer Generalmajor, Chef des gleichnamigen Dragonerregiments
- Stosch, Friedrich Wilhelm (1648–1704), deutscher Theologe und Philosoph
- Stosch, Georg (1851–1920), deutscher lutherischer Theologe, Pfarrer und Missionar
- Stosch, Georg von (1866–1914), deutscher Verwaltungsjurist
- Stosch, Günther von (1893–1955), deutscher Regierungsbeamter und SS-Führer
- Stosch, Gustav von (* 1876), deutscher Kapitän zur See und Vereinsführer
- Stosch, Hanns Caspar von (* 1694), preußischer Landrat
- Stosch, Hans-Adolf von (1908–1987), deutscher Botaniker, Phykologe und Hochschullehrer
- Stosch, Hans-Hubertus von (1889–1945), deutscher Seeoffizier, zuletzt Vizeadmiral der Kriegsmarine
- Stosch, Johann Christoph Alexander von (1727–1806), preußischer Rittmeister und Landrat
- Stosch, Klaus von (* 1971), deutscher katholischer Theologe und Professor
- Stosch, Martin (* 1990), deutscher Popsänger
- Stosch, Philipp Sigismund (1656–1724), deutscher Militärarzt und Bürgermeister in Küstrin, Mitglied der Leopoldina
- Stosch, Philipp von (1691–1757), deutscher Diplomat, Antiquar, Numismatiker und Gemmenforscher
- Stosch, Simone von (* 1964), deutsche Fernsehjournalistin
- Stosch, Wenzel Friedrich von (1685–1763), preußischer Landesdeputierter und Landrat
- Stosch-Sarrasani, Hans (1897–1941), deutscher Zirkusdirektor
- Stosch-Sarrasani, Hans senior (1873–1934), deutscher Zirkusdirektor und Dressurclown
- Stoschek, Erich (1903–1985), deutscher Speerwerfer
- Stoschek, Julia (* 1975), deutsche KunstsammlerinJulia Stoschek (* 1975)

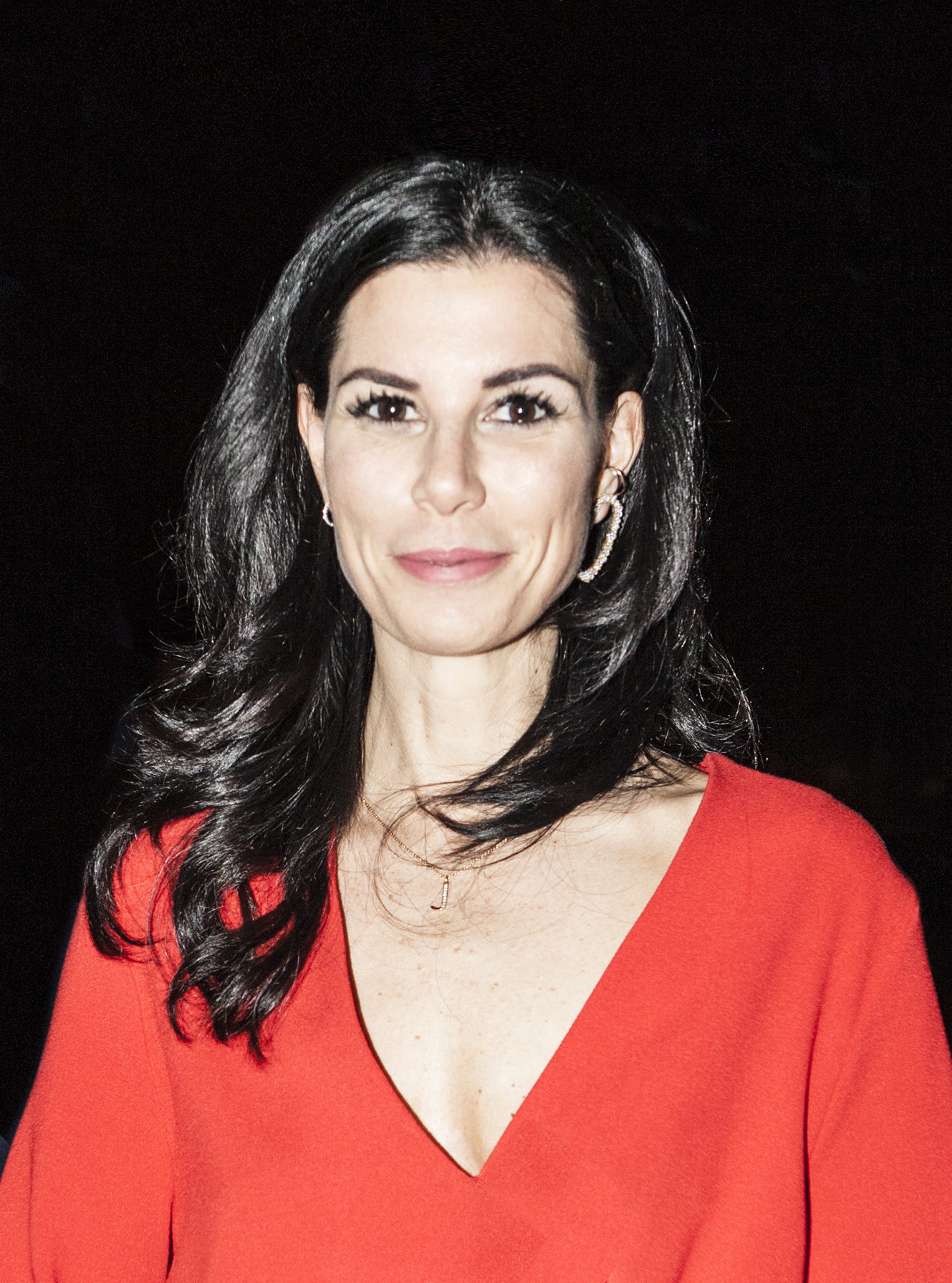
Julia Stoschek (* 1975)

- Stoschek, Michael (* 1947), deutscher Unternehmer

### Stose
- Stošek, Martin (* 1994), tschechischer Mountainbiker

### Stosi
- Stošić, Nikola (* 2000), serbischer Fußballspieler
- Stosiek, Tobias (* 1971), deutscher Cellist und Universitätsprofessor

### Stosk
- Stoskopf, Charles-Gustave (1907–2004), französischer Architekt
- Stoskopf, Gustave (1869–1944), französischer Maler, Zeichner, Poet, Schriftsteller und Theaterautor
- Stoskopff, Sebastian (1597–1657), deutscher Maler

### Stoss
- Stoß, Alfred (1885–1944), deutscher Marineoffizier und antisemitischer Autor
- Stoß, Andreas († 1540), Karmelit
- Stoss, Ferdinand, US-amerikanischer Offizier, Generalmajor der US Air Force
- Stoß, Franz (1909–1995), österreichischer Schauspieler, Regisseur und Theaterleiter
- Stöß, Herbert (1923–2006), deutscher Bezirksverwaltungsleiter im Ministerium für Staatssicherheit (MfS) der DDR
- Stoß, Irma (1887–1975), deutsche Lehrerin und Schulleiterin
- Stöß, Jan (* 1973), deutscher Politiker (SPD)Jan Stöß (* 1973)

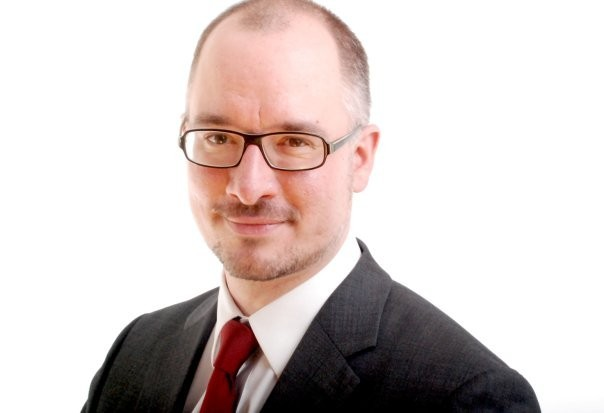
Jan Stöß (* 1973)

- Stoss, Jochen (* 1942), deutscher Pressefotograf
- Stoß, Joseph Anton (1707–1787), Füssener Geigenbauer
- Stoss, Karl (* 1956), österreichischer Manager
- Stöß, Norbert (* 1958), deutscher Schauspieler
- Stöss, Richard (* 1944), deutscher Politologe und Hochschullehrer
- Stoss, Sebastian (* 1986), österreichischer Schwimmer
- Stoß, Stanislaus († 1528), Bildhauer und -schnitzer der Spätgotik
- Stoss, Susann (* 1964), deutsches Fotomodell und Schönheitskönigin; Journalistin, Redakteurin und Moderatorin
- Stöß, Thomas (* 1969), deutscher Komponist und Dirigent
- Stoß, Veit († 1533), deutscher Bildhauer und -schnitzerVeit Stoß († 1533)

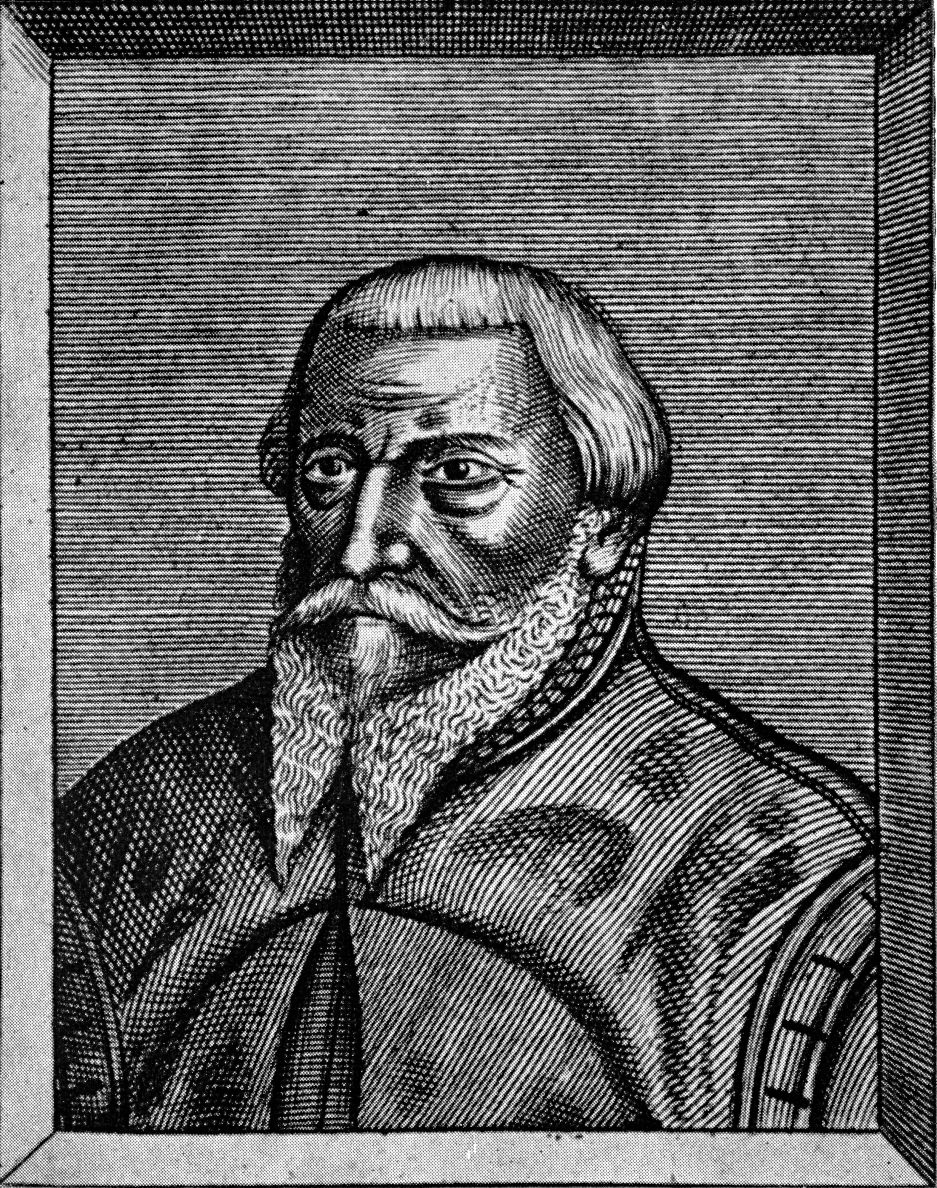
Veit Stoß († 1533)

- Stößel, Anatolij Michailowitsch (1848–1915), russischer General
- Stössel, David (1848–1919), deutscher Rabbiner
- Stössel, Georg (1867–1943), deutscher Geigenbauer
- Stössel, Günter (1944–2023), deutscher Schriftsteller, Mundartdichter, Kabarettist und Liedermacher
- Stössel, Johann (1524–1576), deutscher evangelischer Theologe und Reformator
- Stössel, Johannes (1837–1919), Schweizer Politiker (DP und FDP)
- Stossel, John (* 1947), US-amerikanischer Journalist und Fernsehmoderator
- Stössel, Jürgen-Peter (1939–2022), deutscher Schriftsteller
- Stössel, Kurt (1907–1978), deutscher Fußballspieler
- Stössel, Ludwig (1883–1973), österreichischer Schauspieler
- Stössel, Max, deutscher Bildhauer
- Stössel, Oskar (1879–1964), österreichischer Maler und Grafiker
- Stössel, Otto von (1775–1840), preußischer Generalmajor und zuletzt Kommandeur der 12. Kavallerie-Brigade
- Stössel, Paul (1871–1942), deutscher Politiker (SPD), MdL Preußen
- Stössel, Rudolf (1903–1998), Schweizer Lehrer, Puppenspieler und Harmoniker
- Stößel, Stefan (* 1970), deutscher Maler und Graphiker
- Stößer, Achim (* 1963), deutscher Science-Fiction-Autor, Künstler und Tierrechtler
- Stösser, Adelheid von (* 1953), deutsche Pflegeexpertin
- Stösser, Gustav von (1826–1907), badischer Jurist und Verwaltungsbeamter
- Stösser, Johann Gottfried (1781–1860), badischer Jurist und Politiker
- Stößer, Karl von (1792–1874), badischer Beamter
- Stößer, Ludwig von (1824–1901), badischer Jurist und Politiker
- Stösser, Rudolf (1938–2004), deutscher Agrarwissenschaftler insbesondere des Obst- und Gartenbaus
- Stößer, Walter (1900–1935), deutscher Bergsteiger
- Stossier, Harald (* 1957), österreichischer MedizinerHarald Stossier (* 1957)

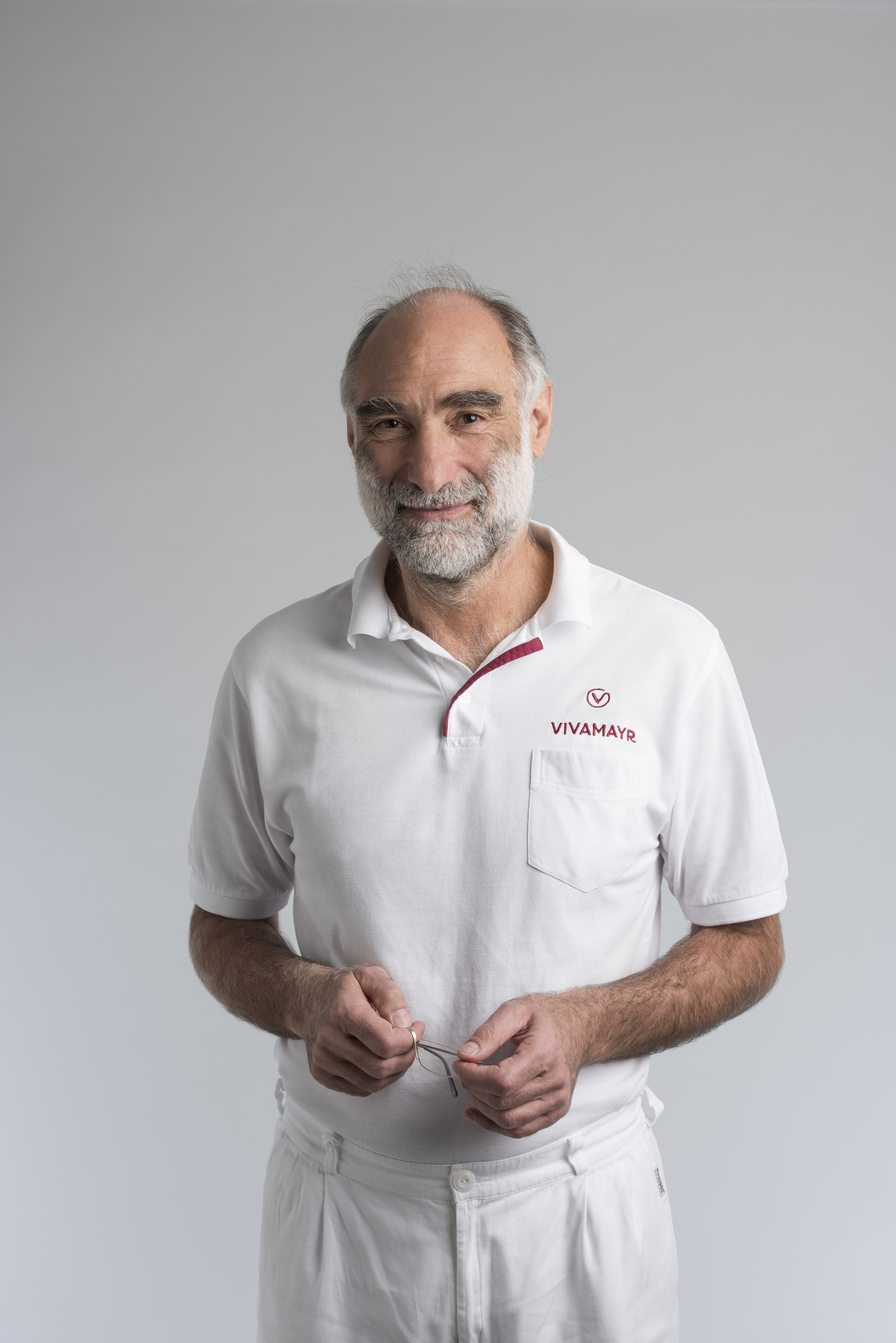
Harald Stossier (* 1957)

- Stössinger, Felix (1889–1954), österreichischer Journalist und Verleger
- Stössinger, Siegfried (1899–1977), deutscher Politiker (CDU), MdL (Baden-Württemberg), Rechtsanwalt
- Stosskopf, Jacques (1898–1944), französischer Marineoffizier und Widerstandskämpfer
- Stößlein, Herbert (1909–1990), deutscher NDPD-Funktionär; Journalist

### Stost
- Støstad, Rune (* 1972), norwegischer Politiker

### Stosu
- Stosur, Samantha (* 1984), australische Tennisspielerin

### Stosz
- Stosz, Patryk (* 1994), polnischer Radrennfahrer